# 美作菅氏
美作菅氏（みまさか かんし）は、菅原道真で有名な菅原氏から派生した美作国の氏族。美作国勝田郡を中心に繁衍し、さまざまな支族を生んだ。
中世から武士団として活動し、美作菅家党（単に菅党・菅家とも）と呼ばれた。美作の武家の中でもその由緒は古く、名族として知られる。家紋は梅鉢紋。

## 家系と支族
昌泰4年（901年）、昌泰の変により菅原道真は大宰府に左遷され、その子らも配流の憂き目に合ったが、延喜3年（903年）に太宰府に配流された菅原道真が死すと、怨霊を恐れた朝廷によりその一族は復権した。
正暦年中（990年 - 995年）、道真の曾孫資忠の次男良正が出家して美作国勝田郡香爐寺に移り住んだ。良正から数代後の知頼は承暦2年美作守となって任国に下り、在職中に作州勝田郡で死去。その子真兼（実兼）は押領使となってそのまま作州に住み着き、美作菅党の祖となる。
美作で菅原氏を称する氏族には、土着した菅原氏から直接派生したものと、元々それぞれの土地に基盤を確立していた一族が美作菅氏と養子・婚姻関係を結んで菅原姓を称したものがおり、それら諸氏の派生についてはさまざまな伝承がある。

### 『東作誌』説
近江に藤原支族の近藤氏がおり、近藤景頼の子宇合頼資が保元の乱（平治の乱との伝もあり）で新院側に与して作州豊田庄に配流、二階堂維行の娘である妻ともども住して近藤村（是宗村）と称した。夫妻には長男・公資、二男・公継の2人の子があった。頼資が死したため、この2子を連れて有元（当時菅原）家に嫁ぐ（『東作誌』是宗村）。
知頼から4代後の仲頼と二階堂維行の娘との間に三穂太郎満祐が生まれ、ここから菅家七流と呼ばれる有元氏・廣戸氏・福光氏・植月氏・原田氏・鷹取氏・江見氏らが派生。有元氏が頭首となって美作菅家党と呼ばれる武士団となった。（『東作誌』 有元家略系図）
さらに数代を経て、皆木氏、垪和氏、菅納氏などが派生している。

### 皆木保実『美作太平記』説
道真から12代の後胤、秀滋（前伊豆守、別名仲頼・保師）が美作国勝田郡北の庄に配流。男子が3人あり、保綱（公資、三河守）、保義（公継）、満佐が兄弟3人で勝田郡五ヶ庄を支配し、この3人の系統を菅家の三流と呼んだ。三河守保綱からは豊田・皆木・菅・廣戸・森保・野々上・小坂・戸国・留坂・梶並・右手（うて）などが、保義からは植月・大町・松岡・須江らが、三穂太郎満佐からは有元・福本・江見・弓削・原田・垪和・菅田らが派生し、これを菅家七流としている。

### 『美作菅家氏分録』説
有元・植月・鷹取・廣戸・皆木・大町より外は、有元氏より皆木・小坂・梶並・前原ら諸氏、皆木より豊田・小森・菅納・菅ら諸氏、小坂氏より戸国氏、豊田氏より野々上氏、原田忠門の末に松岡・鷹取、長門守佐利の末に弓削氏。合計132氏、粟井氏・江見氏を除く。

### 他国の派生支族
宇喜多氏重臣となった戸川氏は、有元氏の庶流富川菅四郎佐尚の孫に富川正実があり、その孫の秀安が戸川と改めたもの。出自には美作菅氏の他に河野氏、藤原氏など複数ある。家紋は梅鉢と三本杉が伝わる。
加賀藩の前田氏は美作菅家原田氏の家系を自認し、家紋は菅家の梅鉢紋を使用している。
剣術で有名な柳生氏は『藩翰譜』『寛政重修諸家譜』などによると、良正の孫で知頼の祖父で董宣の子である持賢の子永家から派生したとなっている。
剣豪・黒田二十四騎として有名な菅正利を輩出した播州菅氏は『菅氏世譜』によれば祖父筑前守公直の代に揖東郡越部村に来て領地を獲得して家を立てたとしている。

### 通字
菅家党は支流まで含めて代々「佐」（すけ）の字を用いており、「祐」などは通音による誤記と思われる。

## 歴史
平氏全盛期から源平争乱時、平家方として江見氏・豊田氏が活動。原田兼知と作用利季は江見守信とともに平家方として室山の戦いに参戦し、戦功を挙げる。
天福2年（1233年）9月12日、多くの伝説の題材となった菅原満佐が赤松久範と作用で戦って討死。
南北朝初期は、隠岐国を脱出した伯耆船上山に在所した後醍醐帝の元に馳せ参じて宮方として働き、京での合戦に多数の被害を出す。
康安元年（1361年）、山名氏が美作に進出した際は赤松氏の一族作用貞久とともに鞍掛城に篭もるも落城。
室町時代、有元氏・廣戸氏・垪和氏が奉公衆となり、江見氏は外様衆に加えられ、幕府直臣として活動する。
戦国時代末期、宇喜多氏の侵攻により勝田郡で有元氏を中心に武士団を構成していた諸氏は解体される。久米郡原田氏・菅納氏など宇喜多氏に協力していた氏族も朝鮮の役や関ヶ原の戦い後の宇喜多氏の壊滅とともに武士団としての活動を停止。
江戸時代、美作一国を与えられた森氏入国の際、当初他の美作の国人と一揆を結んで抵抗していた有元氏が転じて協力したため美作一国の庄屋を取りまとめる大庄屋頭に任命される。菅納氏などは庄屋として帰農。

## 有元氏
美作菅原氏の嫡流で、菅家党の惣領。岡山県勝田郡奈義町中島周辺を本拠とし、小字有元に有元城跡が残る。室町幕府奉公衆。津山藩森氏の入国時、当初菅家党・粟井氏・新免氏らと一揆を結んで抵抗するも降って美作平定を助け、寛永2年、国中の大庄屋を取りまとめる大庄屋頭に任命される。以後、森家取り潰しまで世襲。

## 廣戸氏
津山市東部（旧・勝北町）広戸に住した支族。"広戸"は常用漢字表記で、廣戸氏が名乗ったものではない。廣戸氏の系図では秀滋の子保義の後裔とする。室町幕府奉公衆。
備前浦上氏の重臣であった岡本氏秀の岡本氏はこの廣戸氏から派生している。

## 福光氏
勝田郡奈義町柿あたりに住した支族。柿に福光三郎の屋敷と言う福光屋敷（ふくみつやしき）が残る。福光氏はその後、福元（福本）氏を称し、笹尾城主になったという。
豊前福光流古術は菅家福光氏の子孫福光明正が起したもの。

## 植月氏
勝田郡勝央町植月に住した支族。系図では延喜元年美作に下向し、そのまま作州で没した道真の男子道公の後裔とする。
重能は尼子経久に仕え、天文5年の大内義隆による出雲攻めで功を立て伯耆国日野郡に領地を得る。息子佐秋は永禄9年、尼子義久の敗北と共に出雲を退いて作州乃介庄に潜伏していたが、永禄12年の尼子勝久の尼子旧領奪回作戦に従って数々の功を立てた。佐秋は敗北して出雲を追われた勝久とともに上京するなど、終始行動を共にし、最後は天正6年播磨上月城で勝久の切腹にしたがって殉死した。重秋、重教と2代にわたって宇喜多氏に仕えたが、関ヶ原の戦いに敗北して浪人。重源の代になって森氏に仕えた。

## 原田氏
美作菅氏を称する原田氏は諸流が存在する。
菅家党の本拠勝田郡を離れた美作国久米郡稲岡庄原田を領有した原田氏がいる。平忠常の子忠高が肥前原田に住んで原田氏となり、保安四年（1123年）、孫の興方が藤原仲時が高階師春を殺したことに関係して美作に流されて葛虫庄（岡山県久米郡美咲町原田）を与えられ、狐山に稲荷山城を築いて住して翌保安5年（1124年）葛虫庄を原田庄と改めた。この平氏系原田氏が四代忠廉（忠門）の代に姓を菅原に改めたと言う。美作菅家系図では忠門は三穂太郎満佐の子となっている。この原田氏は天文元年に尼子氏に属して周囲に勢力を拡張するも天文12年に本拠稲荷山城を落とされ没落。その後、15代三河守貞佐の元で復活して、主に宇喜多方として活動した。しかし、朝鮮の役の際、陣中騒乱の責任を取らされ蟄居。武家としての活動は終わった。
一族が誕生寺の住職となり、世襲している。この久米郡原田氏は美作菅家党とは別勢力の武士団で、活動は異なる。
これとは別に、もっと古い代に美作菅氏兼知より原田氏が出ており、兼知の子右馬允知貞は播磨長田荘に居住したが、承久の乱により討死し、その子右馬太郎知明は勝田郡真加部に移って菅家党として活動した。正慶2年（1333年）4月、官軍として京都四条猪熊まで攻め入り武田氏らと闘った際、原田彦三郎佐秀が有元佐弘・佐光・佐吉、福光佐長、植月重佐、鷹取種佐らと共に討死したことが見えている。天正7年に宇喜多氏が後藤氏を三星城に攻めた際、菅家党と共に籠城。落城後は、鷹取氏とともに宇喜多方として有元氏攻撃を先導した。
勝央町畑谷に原田の地名が残っていることが指摘されている。
後者の家系から加賀前田氏が派生している。

## 鷹取氏
勝田郡鷹取荘に住した支族。勝北郡餘野村を根拠地とする。鷹取氏はしばしば誤って高取氏と書かれた。
菅家一党であることは確かだが、鷹取氏が江戸時代森氏に提出した書状では元来朝廷より出て、大和国に一城を構えたものの、落居して作州に来たといい、また一説に佐伯有頼の後というが、定かではない。
『太平記』に見える四条猪熊合戦から戦国時代の終焉まで菅家党として活動したが、宇喜多氏の侵攻により原田氏とともに傘下に入り、当時降伏した兵に道案内と先鋒を命じる習いがあったとはいえ、宗家有元氏に弓を引くこととなった（『三星軍傳記』 巻五 有元ヶ居城夜討、菅家亡落の条）。
美作菅家鷹取氏から派生し、備前で浦上家重臣となった鷹取氏がいる。遅くとも16世紀初頭には伊部村周辺に基盤を確立しており、そこを本拠に飯井村（長船町飯井）高松城・香登城主などを務めた。
戦国時代、鷹取備中守は浦上宗景麾下で3000石を領し、領地に備前焼で有名な伊部を抱え、有力窯元大饗氏などを配下に組み入れ羽柴秀吉に贈り物をしていた。その弟彌四郎は宗景の娘を妻として聟入りし、子成宗をなすなど、備前浦上氏の中枢にいた。また戸川秀安に妹を嫁がせて舅であった上、宇喜多秀家の母と内縁であるなど宇喜多氏との関係を多分に持っていた。
永禄12年（1569年）、直家最初の浦上家より離反の際は直家に付いたものの、天正2年（1574年）、二度目の離反の際は宗景方に付き、香登城周辺で戦闘を行うものの追い落とされてしまう。しかし、宇喜多家中との縁戚関係や姫路に拠点を持っていた秀吉との関係から、2代目備中守は先代同様3000石の知行安堵を受け宇喜多氏に仕え、浮田喜八と名乗りを変える。喜八はお家騒動で戸川氏らが退出した後も、秀家母大方殿との関係から宇喜多家に残った。
関ヶ原の戦いで宇喜多氏が滅亡した後、縁戚関係から喜八の子長左衛門は伯母聟である戸川達安に300石で仕えたものの、預かった達安の子の養育を巡って不興を買い、子五郎右衛門は浪人となって果てた。しかし、馬場家の養子に入った兄弟の勘右衛門が十村肝煎役となり、その子孫一郎は門田村に田地屋敷を与えられ御徒格として武士に復帰。孫の孫兵衛は岡山藩家老の伊木忠興に仕えて姓を鷹取に戻した。

## 皆木氏
奈義町皆木を領し皆木を名乗る。皆木保実が『美作太平記』を著し、菅家党の由来、戦国期における菅家党の活躍の仔細を記す。

## 豊田氏
勝田郡豊田庄を基盤とする一族。三穂太郎満佐の妻は豊田右馬頭の娘で、菅家七流を産んだ。平安時代は平家方として活動。
皆木氏の系図では、秀滋の子保綱が渋谷土佐守の推挙で、源頼朝に仕え近江国に所領を得たが、没収されて美作国に帰って豊田庄を切り取り、加賀尾城主となって豊田太郎と名乗ったとする。皆木氏はその子孫である。

## 江見氏
作東町江見近辺に栄えた武家。菅原氏から派生した江見氏と南北朝時代に、その一族の領地を乗っ取った赤松氏流江見氏（江見川原氏）があった。
道真の孫、庶幾の子孫という（『東作誌』 江見庄土居村福ノ城条）。一族は江見荘一円に繁茂したが、林野保、中でも出雲街道に加え吉野川・梶並川・滝川が合流する物流の要衝である倉敷を掌握し経済的富裕を誇った。平安時代は平家方として活動するも、鎌倉幕府御家人に転身。南北朝初期は菅家党と行動を共にする。赤松氏と関係が深く、文正元年（1466年）、有馬温泉に嘉吉の乱により一旦滅んだ赤松氏旧臣が再興を期して集結した時に加わるなど赤松方として行動した。幕府への資金援助などが認められ、京で仕えるとともに永享年間に、江見氏は室町幕府外様衆に加えられる。
『蔭涼軒日録』の大部を書いた亀泉集証は江見の出身で、江見伊豆守の息子月江寿桂と愛人関係にあったこともあり、記録が多く残っている。
戦国期に入ると、江見氏は守護赤松氏の権勢を利用して、一族や周辺豪族の領地を集約して統制権を確立した。天文元年に始まる尼子氏による美作制圧が進む中で江見氏は尼子方となる。しかし尼子氏が毛利氏に駆逐されると、いち早く反尼子へ転じた後藤氏との戦いに敗れ、一旦滅びた後、元亀2年（1571年）にその後藤氏の援助により再興する。このような変転やさらに織田勢の進行による環境の激変で倉敷などを掌握できなくなり、宇喜多氏に仕え、朝鮮出兵に参加するものの没落。宇喜多氏改易後は借財を重ねつつ仕官を目指すも叶わなかった。
赤松流の江見氏は円心を遡ること数代前に派生した宇野氏の景俊（江見川原又次郎）が英田郡江見川原を領して始まったもの。南北朝時代に、菅家流江見氏が後醍醐天皇の檄に応じて立ち、江見盛則は鳥越山城（美作市鯰）を伊東氏・松田氏に攻められて、同じ宮方の赤松氏に救援を求め宇野亦治郎・赤松範資が赴いたが、その到着前に城は陥落し盛則は戦死した。宇野景俊は盛則の跡を襲い、そのまま江見氏となったと伝わる。
江見氏は菅家の流であり、源平から南北朝まで軍事的に行動を共にするなど深い関係にあったが、すでに平安時代から独自の武家として活動する勢力である。

## 垪和氏
久米郡垪和郷を領す。古代からの豪族であるが、佐延が養子に入ったことで菅原氏と関係を持つようになった。室町幕府奉公衆。

## 粟井氏
観応の擾乱で山名氏が美作を制圧すると鶴田城主羽賀美濃守祐房の子垪和助盛が山名義氏に従って多くを領し、粟井（淡相）城に居して、粟井氏となったと伝わる（村々書上『粟広村史』）。祐房 - 助盛 - 祐賢 - 景盛 - 休盛 - 晴盛 - 晴景と続いた（『粟井系図』）。「菅家の嫡領垪和の助盛」と称するなど自他ともに菅家と見られており、距離の離れた垪和氏より近縁の菅家党と関係を結んで、軍事的にも協力関係にあることが多かった。

## 菅納氏
久米南町神目を拠点とする豪族。本姓は漆（間）氏で、有元佐顕の子佐常が養子に入って菅原を称するようになった。戦国時代に浦上氏の配下となり、続いてそれを下克上した宇喜多氏の下で弓削衆として働いた。家晴の事績が知られる。江戸時代は庄屋となった。
稲岡庄の原田氏同様、その活動は菅家党とは別である。
内閣総理大臣となった菅直人はこの一族の出で、久米郡議会議員となった祖父の菅實までは神目を拠点とした。21世紀に入っても、先祖より引き継いだ広大な土地が菅直人の所有地となっており、息子菅源太郎が神目を含む岡山県第1区から立候補するなど地盤を保ち続けている。